# Distretto di Khwaja Ghar
Il distretto di Khwaja Ghar è un distretto dell'Afghanistan appartenente alla provincia del Takhar.